# Nan Martin
Nan Martin (Decatur, 15 de julio de 1927 – Malibú, 4 de marzo de 2010) fue una actriz estadounidense de cine y televisión.

## Biografía
Nan, desde temprana edad vivió en Santa Mónica, su primer rol cinematográfico fue en The Man in the Gray Flannel Suit (1956). Otros papeles fueron: The Mugger (1958), Doctor Detroit (1983), All of Me (1984), A Nightmare on Elm Street 3: Dream Warriors (1987) donde interpretó el papel de Amanda Krueger, la madre del asesino Freddy Krueger. Su última película fue Thicker than Water (2005).
Martin protagonizó Mr. Sunshine. Obtuvo reconocimiento en la miniserie de 1983 The Thorn Birds y en la serie Santa Barbara. Tuvo un trabajo continuado en la exitosa serie de televisión de la ABC The Drew Carey Show como Mrs. Lauder. Realizó muchas apariciones como invitada en series de televisión como Ben Casey, Los intocables o El Fugitivo con (David Janssen). En el año 1964 apareció en el capítulo "The Iron Maiden" en el papel de la congresista Snell, que queda atrapada a 70 metros de profundidad mientras supervisaba un proyecto gubernamental. Es atendida por el fugitivo pero se toman fotos que son enviadas a los periódicos, lo que pone en acción al teniente Gerard (Barry Morse). También apareció en el capítulo "Search in a Windy City" interpretando a Paula, una alcohólica esposa de Decker (Pat Hingle), un periodista que cree en la inocencia del Dr. Richard Kimble y lo ayuda a encontrar al hombre manco que mató a su esposa. The Twilight Zone y Star Trek: la nueva generación como Victoria Miller en el episodio "Haven" de la primera temporada; e interpretó el papel de Rose, la secretaria del criminal Alex Brady, en la película basada en la serie Colombo Murder, Smoke and Shadows. 

### Filmografía
- The Man in the Gray Flannel Suit (1956) (no acreditada)
- Toys in the Attic (1963)
- Goodbye, Columbus (1969)
- The Other Side of the Mountain (1975)
- The Other Side of the Mountain Part 2 (1978)
- Doctor Detroit (1983)
- All of Me (1984)
- A Nightmare on Elm Street 3: Dream Warriors (1987)
- Animal Behavior (1989)
- Pirates of Darkwater (solo voz)
- Last Gasp (1995)
- Náufrago (2000)
- Big Eden (2000)
- Shallow Hal (2001)
- Thicker than Water (2005)